# Deinostigma tamiana
Deinostigma tamiana là một loài thực vật có hoa trong họ Tai voi. Loài này được B. L. Burtt mô tả khoa học đầu tiên năm 1999 dưới danh pháp Chirita tamiana. Năm 2011, Weber et al. chuyển nó sang chi Primulina với danh pháp Primulina tamiana. Năm 2016, Möller et al. chuyển nó sang chi Deinostigma.
Loài này sinh sống trong khu vực Vườn quốc gia Tam Đảo, Việt Nam.

## Hình ảnh

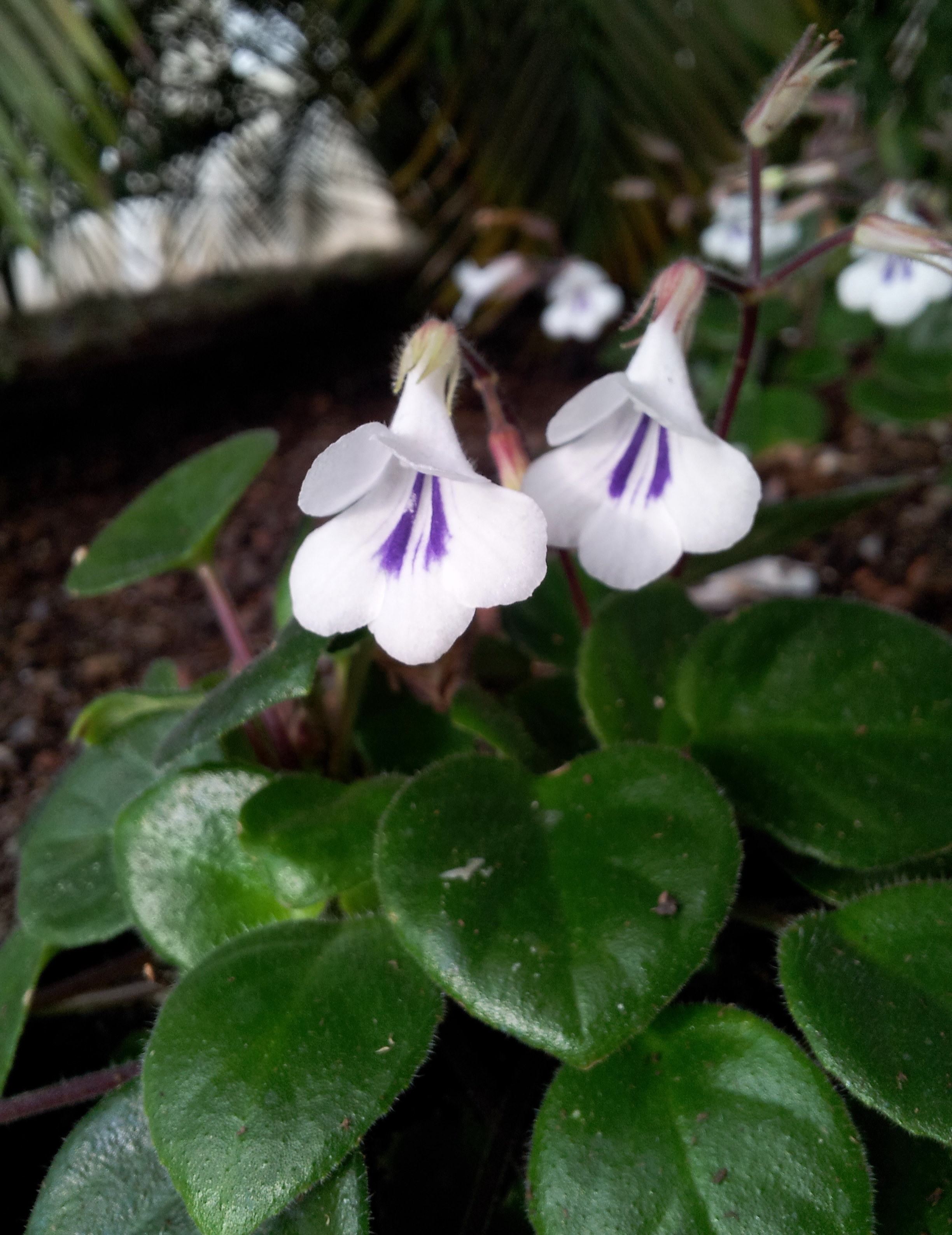